# Zantiébougou
Zantiébougou is een gemeente (commune) in de regio Sikasso in Mali. De gemeente telt 35.800 inwoners (2009).